# Лучице (Малопольское воеводство)
Лучи́це (пол. Łuczyce) — село в Польше в сельской гмине Коцмыжув-Любожица Краковского повета Малопольского воеводства

## География
Село располагается в 15 км от административного центра воеводства города Краков.

## История
В 1975—1998 годах село входило в состав Краковского воеводства. С 2007 года село входит в систему автобусного сообщения Краков-Новая-Гута (автобус № 232).
Ранее в селе действовала одноимённая железнодорожная станция Лучице на линии Краков-Главный — Варшава-Западная, которая была ликвидирована в 2010 году.

## Население
По состоянию на 2013 год в селе проживало 1361 человек.
| 2010 | 2013 |
| ---- | ---- |
| 1217 | 1361 |

| Перепись  | Всего   | Всего | Женщины | Женщины | Мужчины | Мужчины |
| --------- | ------- | ----- | ------- | ------- | ------- | ------- |
| Единицы   | человек | %     | человек | %       | человек | %       |
| Население | 1361    | 100   | 697     |         | 664     |         |

## Достопримечательности
- Усадьба в Лучице — памятник культуры Малопольского воеводства[5].
- Часовня Святейшего Сердца Иисуса.